# Järna landskommun, Södermanland
För landskommunen med detta namn i Dalarna, se Järna landskommun, Dalarna.
Järna landskommun var en tidigare kommun i Stockholms län.

## Administrativ historik
Kommunen bildades i samband med kommunreformen 1952 genom sammanläggning av de tidigare kommunerna Vårdinge, Ytterjärna och Överjärna. 1971 gick Järna kommun upp i Södertälje kommun.
I kommunen fanns det ett municipalsamhälle, Järna municipalsamhälle, inrättat den 8 september 1911 som upphörde vid utgången av år 1955.
Idag utgör området två till viss del självförvaltande kommundelar, Järna kommundel och Vårdinge kommundel, inom Södertälje kommun.

### Kyrklig tillhörighet
I kyrkligt hänseende tillhörde kommunen de tre församlingarna Vårdinge, Ytterjärna och Överjärna.

## Geografi
Järna landskommun omfattade den 1 januari 1952 en areal av 212,21 km², varav 193,99 km² land. Efter nymätningar och arealberäkningar färdiga den 1 januari 1955 omfattade landskommunen den 1 januari 1961 en areal av 213,12 km², varav 195,65 km² land.

### Tätorter i kommunen 1960
| Tätort | Folkmängd |
| ------ | --------- |
| Järna  | 2 427     |
| Mölnbo | 554       |

Tätortsgraden i kommunen var den 1 november 1960 61,0 procent.

## Näringsliv
Vid folkräkningen den 31 december 1950 var kommunens befolknings huvudnäring uppdelad på följande sätt:
- 38,6 procent av befolkningen levde av industri och hantverk
- 31,9 procent av jordbruk med binäringar
- 8,2 procent av offentliga tjänster m.m.
- 8,2 procent av samfärdsel
- 6,9 procent av handel
- 2,9 procent av husligt arbete
- 0,2 procent av gruvbrytning
- 3,2 procent av ospecificerad verksamhet.

Av den förvärvsarbetande befolkningen jobbade bland annat 25,0 procent med jordbruk och boskapsskötsel, 13,0 procent i metallindustrin och 11,2 procent med byggnadsverksamhet. 381 av förvärvsarbetarna (22,3 procent) hade sin arbetsplats utanför kommunen.

## Politik

### Mandatfördelning i valen 1950-1966
|  | 19 | 3 | 7 | 5 |

| 32 |

|  | 18 | 3 | 7 | 6 |

| 32 |

|  | 19 | 3 | 5 | 7 |

| 31 |

|  | 19 | 4 | 5 | 6 |

| 28 | 7 |

| 2 | 17 | 4 | 6 |  | 5 |

| 28 | 7 |